# Carlos II, Eleitor Palatino
Carlos II, Eleitor Palatino (em alemão:  Karl II., Kurfürst von der Pfalz; Heidelberga, 31 de março de 1651 - Heidelberga, 26 de maio de 1685) foi um membro da Casa de Wittelsbach, sendo Eleitor Palatino de 1680 a 1685.
Era filho de Carlos I Luís, Eleitor Palatino e de Carlota de Hesse-Cassel.

## Biografia
Carlos II sucedeu a seu pai em 1680 e o seu curto reinado não foi brilhante. Ele nomeou o seu incompetente tutor, Paul Hachenberg, como Ministro-chefe, deixando os seus meios-irmãos, conhecidos como os "Raugraves", fora da área do poder. Trouxe de regresso a sua mãe de Cassel, pagando-lhe as suas imensas dívidas. Carlos, que era tímido e fraco por natureza, foi fortemente marcado por experiências familiares da sua infância. Ele mostrava um entusiasmo superficial pela vida militar.
Carlos era um estrito calvinista. Em 1671, a sua tia, a eleitora Sofia de Hanôver, negociou o seu casamento com a princesa Guilhermina Ernestina da Dinamarca, filha do rei Frederico III da Dinamarca. O seu casamento não teve descendência.
Com a sua morte, o Eleitorado passou para o ramo católico da família, o do Palatinado-Neuburgo. O seu sucessor no Eleitorado, foi Filipe Guilherme que já era Duque do Palatinado-Neuburgo, de Julich e de Berg.
As pretensões rivais à coroa Palatina por parte da sua irmã, Isabel Carlota, duquesa de Orleães, cunhada de Luís XIV da França, foi o pretexto para a invasão francesa no Palatinado em 1688, que deu início à Guerra dos Nove Anos.